# Calliotectum egregium
Calliotectum egregium is een slakkensoort uit de familie van de Volutidae. De wetenschappelijke naam van de soort is voor het eerst geldig gepubliceerd in 1995 door Bouchet & Poppe.